# Ізмайлов Никита Євгенович
Микита Ізмайлов (нар. 27 листопада 1987, Миколаїв) — український  інвестор, банкір, засновник профільного фінтех-фонду N1, який включає в себе необанк sportbank, платіжну систему Asquad, стартап з технологією Tap to phone Transenix.

## Біографія
Никита Ізмайлов народився 1987 року в місті Миколаєві. У 2009 закінчив Українську академію банківської справи при Національному Банку України та здобув ступінь магістра зі спеціальності «Бухгалтерський облік та аудит».

### Кар'єра
Упродовж 2009—2012 років працює старшим аудитором компанії KPMG.
З 2012 по 2016 рік — фінансовий директор групи PMBL (Parimatch).
З 2016 — по 2023 рік — акціонер PMBL (Parimatch) З того ж року є власником компанії Eat Easy, виробника здорових напоїв.
У 2018 році Никита Ізмайлов засновує та стає CEO профільного інвестиційного фінтех-фонду N1, до портфелю якого входить необанк sportbank та інші технологічні платіжні рішення та стартапи.

## Громадська діяльність
У квітні 2022 року дочірня компанія Ізмайлова, sportbank, запустила новий розділ у застосунку — «Благодійність», який складається з декількох українських фондів, що допомагають українській армії та вимушеним переселенцям в межах України. Також для користувачів є доступою функція окремого рахунку Міністерства оборони України та рахунок НБУ на підтримку армії України. На кінець жовтня 2022 року клієнти sportbank переказали на потреби ЗСУ 5 млн грн.
У серпні 2022 року компанія Никити Ізмайлова sportbank разом із найбільшою у світі криптобіржою Binance та лідером бігових подій Run Ukraine запустили крипто-освітній проєкт Move-To-Earn для українців.
Організатори створили велику освітню платформу, де роз'яснюють, як працює формат Move-To-Earn. Головна мета проєкту — у цей важкий час підтримати Україну та українців, додати мотивації займатися спортом та зробити цей процес цікавішим за допомогою криптовалют.
Никита спонсорує благодійний фонд на підтримку України U-Hero, що допоміг розвинути в Україні мережу лазерних тирів у форматі інноваційних мультимедійних платформ для тренування бійців ТРО та Збройних Сил України.

## Бізнес, активи
Никита Ізмайлов є засновником профільного фінтех-фонду N1, до якого входять необанк sportbank, платіжна система Asquad та фінтех з технологією Tap to phone Transenix.
Никита Ізмайлов є власником компанії Eat Easy, виробника здорових напоїв і снеків.
Також фонд Никити Ізмайлова шукає можливості для укладання угод за кордоном, зокрема здійснив інвестиції у лондонську фінтех-екосистему та стартап Steadypay, який використовує відкриті дані користувачів для прогнозування фінансової спроможності. Steadypay отримала інвестиції від N1 наприкінці 2022 року. 

## Нагороди
У 2021 році Никита Ізмайлов увійшов до рейтингу ТОП СЕО та фаундерів банків до 40 років за версією журналу Banker.

## Родина та особисте життя
Одружений, виховує 3 дітей. Захоплюється спортом і пропагує здоровий спосіб життя.